# Ochthebius alpinopetrus
Ochthebius alpinopetrus är en skalbaggsart som beskrevs av Perkins 1980. Ochthebius alpinopetrus ingår i släktet Ochthebius och familjen vattenbrynsbaggar. Inga underarter finns listade i Catalogue of Life.